# Мала Љехота
Мала Љехота (слч. Malá Lehota) насељено је мјесто са административним статусом сеоске општине (слч. obec) у округу Жарновица, у Банскобистричком крају, Словачка Република.

## Становништво
| Година:    | 1994. | 2004.    | 2014.    | 2024.    |
| ---------- | ----- | -------- | -------- | -------- |
| Број људи: | 1166  | 1017     | 885      | 791      |
| Разлика:   |       | -12,77 % | -12,97 % | -10,62 % |

| Година:    | 2023. | 2024.   |
| ---------- | ----- | ------- |
| Број људи: | 812   | 791     |
| Разлика:   |       | -2,58 % |

Према подацима о броју становника из 2011. године насеље је имало 930 становника.